# مهدی مقرب
مهدی مقرب (متولد ۱۳۱۱ - وفات ۲۰ اسفند ۱۳۷۴) در اصفهان و جز اولین نفرات تیم ملی کشتی ایران بود و
در سال های ۱۳۳۰ و ۱۳۳۱ در وزن چهارم قهرمان ایران شد.
در سال ۱۳۳۰ شمسی (۱۹۵۱ میلادی) در مسابقات جهانی هلسینکی فنلاند، عضو تیم ایران بود که به مقام پنجم جهان دست یافت و تیم ملی کشتی در این مسابقات به مقام چهارم نائل گردید.
همچنین در سال ۱۳۳۴ در مسابقات جهانی ورشو لهستان عضو تیم ملی ایران بود
وی به عنوان اولین مربی تیم ناشنوایان ایران نیز انتخاب گردید
مهدی مقرب از دوستان صمیمی غلامرضا تختی محمد علی فردین و محمود ملاقاسمی بود.